# 杜瑞兰
杜瑞兰（1913年9月—1996年11月），女，陕西米脂人，中华人民共和国政治人物。杜斌丞之女。

## 生平

### 民国时期
杜瑞兰是陕西省米脂县城煌庙湾人。青少年时随父杜斌丞就读于榆林、北平、西安等地。抗日战争时期，杜斌丞自感与国民政府交恶，将女儿送至延安。1938年，杜瑞兰任米脂女校教员，1939年3月，任米脂女校校长。1944年1月，任米脂县政府教育科副科长。1944年2月加入中国共产党。8月，任陕甘宁边区政府民政厅一科副科长，出席了陕甘宁边区文教大会。
1946年4月担任陕甘宁边区参议会第三届参议员。1949年2月，任晋南民众医院院长。6月，任甘肃省驻西安办事处副主任。1947年3月，其父杜斌丞被国民政府与特务逮捕；同年10月7日，杜斌丞在西安玉祥门外被处决。1949年8月，杜瑞兰随解放军抵达兰州，当地肃反运动找到当时杀害其父亲的国民党军警特务。兰州召开镇压反革命分子公审大会，并宣布罪行后，绑缚刑场。杜瑞兰亲自执行了枪决，为父报仇。
同年9月，杜瑞兰以军代表的身份接管了兰州女子中学，任中共兰州女子中学党支部书记兼校长，兼任兰州女中附属的一所教会小学校长。

### 共和国时期
中华人民共和国成立后，续任中共兰州女子中学党支部书记兼校长。1955年，被评为优秀校长。1956年后，历任甘肃省教育厅副厅长。1959年，她丈夫霍维德（时任中共甘肃省委第二书记、常务副省长）因反对浮夸风，被打成“右倾机会主义反党分子”而株连，受到错误的批判和不公正的待遇。文化大革命前夕与丈夫离开甘肃，一起到山东。1965年10月，她出任山东省教育厅副厅长，中共山东省教育厅党组成员。1979年2月，任山东省高级人民法院副院长、中共山东省高级人民法院党组副书记。
1981年12月起，历任政协山东省第四届委员会副主席。1981年12月29日调回陕西，担任政协陕西省第四届、五届委员会副主席，任至1985年5月。此外担任中国人民政治协商会议第五届、六届、七届全国委员会委员。1996年11月因病在西安逝世，享年84岁。